# افيدون كارول
افيدون كارول (بالإنجليزية: Avedon Carol)‏ هي كاتِبة أمريكية، ولدت في 30 ديسمبر 1951 في ماريلند في الولايات المتحدة.